# Fitzroy Hoyte
Fitzroy Hoyte (6 de julho de 1940 — 10 de setembro de 2008) foi um ciclista trinitário-tobagense que competiu para Trinidad e Tobago nos Jogos Olímpicos de Verão de 1964.